# 首都門
首都門（阿拉伯语：‎）位於阿聯酋首都阿布扎比的摩天大廈；是該市的地標。首都門於2007年開始動工，於2011年年底落成。建築物樓高35層、高160米，其傾斜角度達18度，較意大利比薩斜塔更斜4倍而成為現今健力士世界紀錄大全最斜的人造塔樓。

## 興建過程
首都門於2007年9月由阿布扎比國家展覽公司開始動工；同年11月，開始為首都門進行打樁工程。2008年4月開始建造核心牆體。2009年2月開始進行建造外牆；同年5月，首都門的建築高度達到100（330英尺）；首都門的傾斜角度在同年6月已具雛形；首都門並於同年10月15日興建至建築物最終高度的160（520英尺）；外部核心結構在同年12月完工，而外牆首階段噴漆也於翌月完成。首都門於2010年2月開始進行內部裝修；翌月開始興建橋樑把首都門和阿布扎比國家展覽中心連接。首都門於同年4月平頂；，至2011年落成。

## 建築特色
首都門由阿布扎比國家展覽中心設計；11樓及以下樓層均是垂直設計；而12樓至35樓向西逐漸傾斜18度，其傾斜角度是意大利比薩斜塔的四倍；惟首都門的傾斜角度是刻意設計而成，和比薩斜塔因地基流失而呈現傾斜有所不同。另一方面，除了首都門外牆由不同弧度的728塊菱形玻璃而成之外，首都門展現斜肋構架的不對稱對角線結構以用作支撐首都門傾斜角度而導致的外部負荷

## 用途
首都門主要用作酒店及商用辦公室用途；寫字樓部分佔地20,900平方（225,000平方英尺）；而酒店則佔地25,050平方（269,600平方英尺）。酒店部份位於首都門18樓至35樓，是為凱悅酒店集團旗下首間位於阿聯酋首都阿布達比的五星級酒店，名為首都門凱悅酒店（英語：Hyatt Capital Gate）。酒店將於2011年年底開幕，並提供189間酒店客房；其酒店大堂設於首都門18樓，而水療和健身中心則位於大樓的19樓。

## 世界紀錄
2010年1月，首都門外部建築完成之時，健力士世界紀錄大全派出委員到現場為建築進行評估。同年6月，健力士世界紀錄大全因首都門傾斜角度為向西18度，較在意大利比薩斜塔傾斜角度多出四倍；因而把首都門認證為「世界最遠傾向的人造塔」。
首都門是採用「預先修弧核心」（pre-cambered core）設計以承受建築物的18度傾斜角度而所產生的中心壓力問題；這項技術利用了15,000平方（160,000平方英尺）的混凝土及和一萬噸鋼材，使建築物的核心稍微偏離建築中心；混凝土會在首都門越建越高時被壓緊以增加強度；建築物也會因樓層重量增加時移向垂直定位。首都門動用了490支樁柱，每支樁柱進深地面超過30（98英尺）。

## 外部連結
- （英文） 首都門
- （英文） 首都門凱悅酒店

24°25′07″N 54°26′05″E / 24.418611°N 54.434722°E